# Fowler, Indiana
Fowler är administrativ huvudort i Benton County i den amerikanska delstaten Indiana. Orten grundades år 1872 av Moses Fowler.

## Kända personer från Fowler
- Robert Keith, skådespelare